# 東北鐵線蓮
東北鐵線蓮（學名：Clematis terniflora var. mandshurica），別稱辣蓼鐵線蓮等，為毛茛科鐵線蓮屬植物。模式種採自於中國东北。全株可作農藥，種子可提取油份供作肥皂。

## 分佈
東北鐵線蓮現分佈於中國、蒙古、朝鮮、俄羅斯遠東等地區，國內分佈於華北及东北地區，尤東北野外地區分佈廣泛。屬旱中生植物，喜生於雜木林內、林下或山坡灌叢之內。

## 形態特徵
東北鐵線蓮是一種多年生草質藤本植物，莖呈圓柱形，具細棱，嫩枝及節上披白色柔毛，其餘部份近無毛或無毛，長可達1米。

### 葉
葉為1－2回或3出羽狀複葉，對生；小葉常為5枚，或有時3枚或7枚，卵形、狹卵形或披針狀卵形，頂端漸尖，基部圓形、歪形、楔形或略呈心形，表面綠色，無毛，葉脈凹陷，背面蒼白或淡綠色，近無毛，葉脈突出，近革質，全緣，少為2－3裂，沿葉脈疏披柔毛或無毛，具柄，長約2－8厘米，寬約1－5厘米；小葉柄長約1－4厘米。

### 花
花為圓錐狀聚傘花序，頂生或腋生，長可達20厘米或以上；花多數，直徑約2－4厘米；花梗無毛或披短柔毛，近基部處長有2枚對生小苞片，線狀披針形，披硬毛，長約5－20毫米；萼片白色，4－5枚，長圓形或倒卵狀長圓形，頂端稍尖或鈍，基部漸狹，外側疏披短柔毛，內為無毛，沿邊緣密披白色絨毛，平展至下傾，長約5－12毫米，寬約1.5－4毫米；雄蕊多數，無毛，比萼片為短；花絲較花藥長；心皮多數，披白色伏生柔毛。

### 果
果為瘦果，褐色，扁平，乾後邊緣增厚，近卵形，長約4－6毫米，寬約3－4毫米；頂端宿存花柱，彎曲，披白色長柔毛，長約2.5－3.5厘米。

## 醫藥用途
東北鐵線蓮以根入藥，中藥名為威靈仙，具利尿、鎮痛等功效，主治水腫、關節不利、面部神經麻痹、四肢麻木、偏頭痛、神經痛、半身不遂、風寒濕痹、風濕、跌打損傷等症狀；葉具抑菌作用。本種與同屬的威靈仙（Clematis chinensis ）及棉團鐵線蓮（Clematis hexapetala）同時收錄於《中國藥典》2005年版中，定為中藥威靈仙的法定原植物來源種之一。本種與威靈仙及棉團鐵線蓮的化學成份大致相同，只分別在於本種不含威靈仙皂苷，另含有鐵線蓮苷A、B、C、A’ 。

## 外部連結
- （简体中文）. 中國植物圖像庫.   [October 11, 2011].[]
- （简体中文）. 植物通.   [October 11, 2011]. （原始内容存档于2019-11-14）.
- . 美國農業部.   [October 11, 2011]. （原始内容存档于2013-06-04）.
- 威靈仙 Weilingxian （页面存档备份，存于） 中藥材圖像數據庫 (香港浸會大學中醫藥學院)

 維基物種上的相關：東北鐵線蓮